# Kleinlohma
Kleinlohma ist ein Ortsteil der Stadt Blankenhain im Landkreis Weimarer Land, Thüringen.

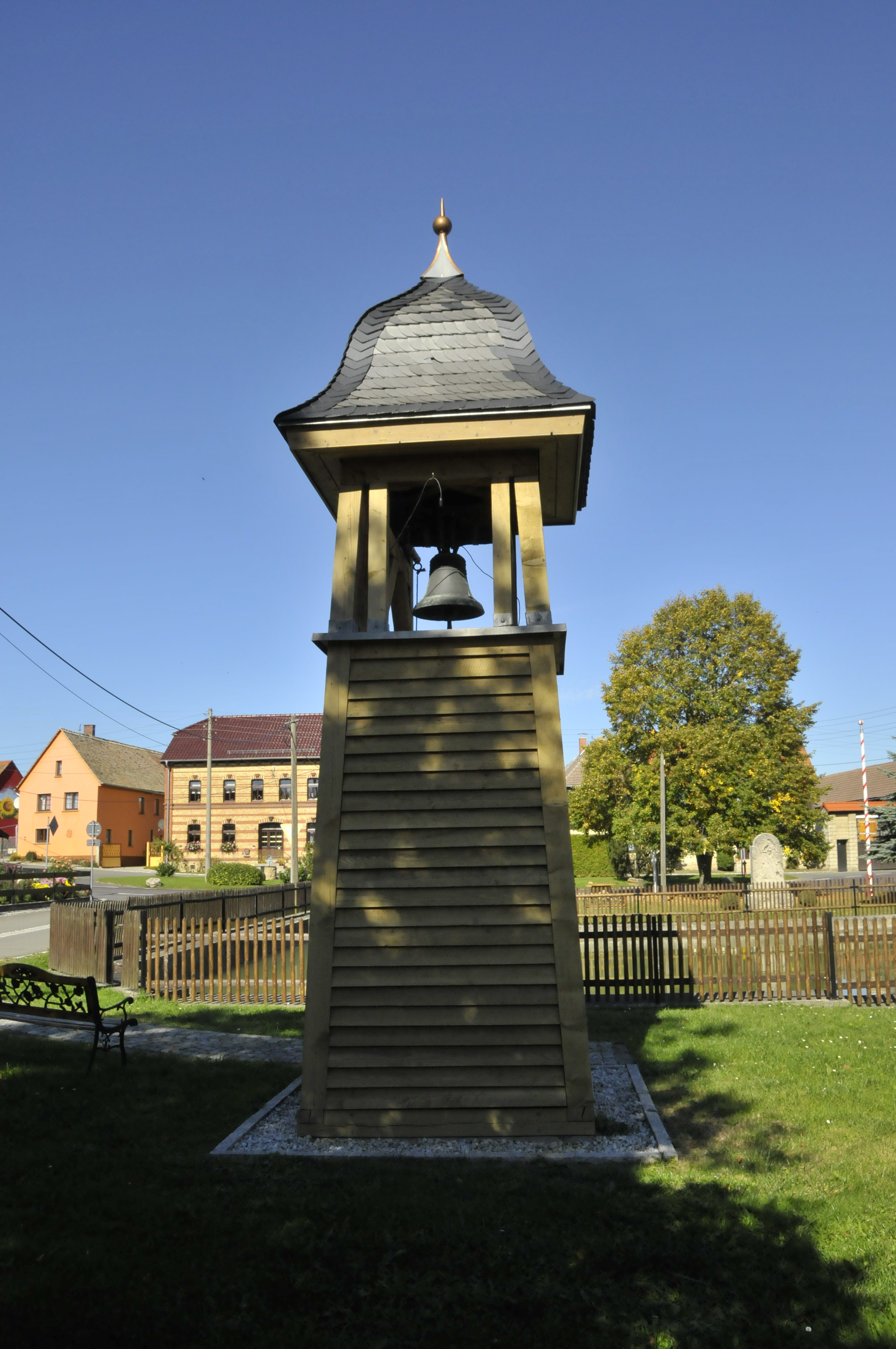
Der „Glockenstuhl“

## Geografie
Kleinlohma liegt auch 4,5 km nordöstlich von Blankenhain entfernt. Die mittlere Höhe beträgt 400 m über NN. Südwestlich befindet sich ein Waldgebiet mit dem Namen Költsch.
Großlohma ist der Nachbarort. Beide haben die gleiche Verbindungsstraße zur Landesstraße 1060 mit Anschluss bei Magdala zur nahen Bundesautobahn 4. Die Gemarkung besteht meist aus grundwasserfernen Muschelkalkverwitterungsböden.

## Geschichte
Das von Slawen angelegte Rundlingsdorf wurde urkundlich am 24. Juli 1259 erstmals erwähnt. Andere Autoren weisen das Datum für Wenygen Lome 1376 nach. Die Herrschaft Blankenhain und auch das Amt Weimar hatten die Hoheit über den Ort. Groß- und Mittelbauern bewirtschafteten das Land. Im Dreißigjährigen Krieg wurde auch dieser Ort zerstört. 1905 wurde die Kirche abgerissen und nur ein Glockenhaus aufgebaut. Nach dem Zweiten Weltkrieg hatte der Ort sieben gefallene Männer zu beklagen und 38 Umsiedler kamen in den Ort. Am 1. April 1959 vereinten sich die Dörfer Groß- und Kleinlohma zu Lohma. Die Eingemeindung nach Blankenhain am 1. Oktober 1993 erbrachte dann die zwei getrennten Ortsteile Groß- und Kleinlohma.

## Kirche
Im Jahre 1905 wurde die Kirche von Kleinlohma abgerissen, nachdem sie schon seit Ende des 18. Jahrhunderts nur noch als Gemeindehaus genutzt worden war. Erhalten blieb aber eine Glocke mit der Inschrift: „1483 Maria“. Im Volksmund heißt die Glocke aufgrund dieser Jahreszahl „Lutherglocke“. Man hat der Glocke 1912 ein Türmchen gebaut, das auch heute noch den Dorfplatz schmückt.